# 1992年夏季残疾人奥林匹克运动会香港代表团
1992年夏季残疾人奥林匹克运动会香港代表团是香港派出的1992年夏季残疾人奥林匹克运动会代表团。获得3枚金牌、4枚银牌和4枚铜牌。